# Apanteles wuyiensis
Apanteles wuyiensis är en stekelart som beskrevs av Song och Chen 2002. Apanteles wuyiensis ingår i släktet Apanteles och familjen bracksteklar. Inga underarter finns listade i Catalogue of Life.